# راينهولد هاينن
راينهولد هاينن (بالألمانية: Reinhold Heinen)‏ 1894 في إيفل - 23 يونيو 1969 كان سياسي وناشر وصحفي ألماني.

## حياته
اشتغل راينهولد هاينن في أول حياته كمتطوع عند صحيفة دورينر ثم عند صحيفة المركز «فارميا» في إيرم لاند، درس في دولة العلوم في جامعة ألبيرتينا في كونيكس بيرج، عام 1916 أصبح عضو في مجمع أكاديمية الكاثوليك للاتصالات كونيكس بيرج، ابتداء من عام 1917 أصبح هاينن رئيس تحرير أكبر صحيفة في سيليزيا وفي عام 1919 دكتور في جامعة بريسلاو. كان هاينن بعد نهاية الحرب العالمية الثانية من الأعضاء المؤسسين لالاتحاد الديمقراطي المسيحي في مدينة دورين كما كان أيضا مع مجلس البلديات في مقاطعة مونشاو، عام 1946 تحصل على رخصة لجريدته كولنشي روندشاو وأصبح بعدها ناشرا ومحررا.

## أدب
- راينر مولتمان: راينهولد هاينين (1894-1969) سياسي مسيحي وصحفي وناشر، دروستي للنشر ديسلدورف 2005.

## روابط خارجية
- راينهولد هاينن على موقع مونزينجر (الألمانية)